# Punkt asekuracyjny

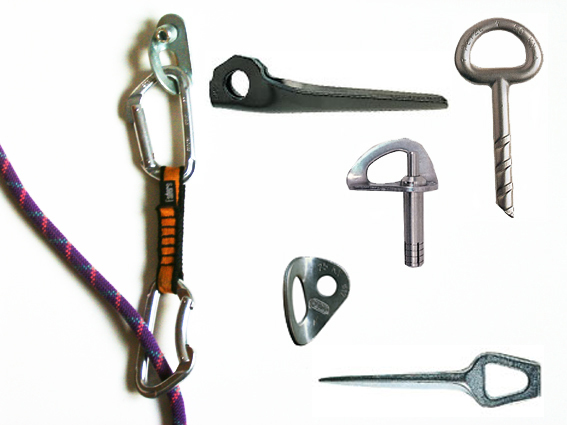
Stały punkt asekuracyjny z wpiętym ekspresem i liną (po lewej) oraz wybrane elementy służące do budowy punktów asekuracyjnych: hak V-ka, ring, spit z plakietką, plakietka, hak typu diagonal

Punkt asekuracyjny – element układu asekuracyjnego instalowany na stałe lub tymczasowo w ścianie, umożliwiający wspinaczowi zabezpieczanie się przed skutkami odpadnięcia podczas pokonywania drogi wspinaczkowej.
Przelotowe punkty asekuracyjne, czyli tzw. przeloty, instalowane są wzdłuż drogi wspinaczkowej pokonywanej z asekuracją dolną. Umożliwiają wpięcie do nich (z reguły za pośrednictwem karabinka lub ekspresu) liny dynamicznej. W razie odpadnięcia, wspinacz zawisa na linie zwieszającej się z ostatnio użytego przelotu (o ile ten wytrzyma udar związany z odpadnięciem). W związku z tym odpadnięcie jest tym groźniejsze, im wyżej jest się ponad ostatnim wykorzystanym przelotem, a ściślej, im większy jest współczynnik odpadnięcia związany z ewentualnym lotem.
Stanowiskowy punkt asekuracyjny różni się od przelotu tym, że jest elementem składowym stanowiska – wymagającego z reguły użycia kilku niezależnych punktów asekuracyjnych połączonych liną, taśmą lub łańcuchem stanowiskowym.

## Asekuracja stała i własna

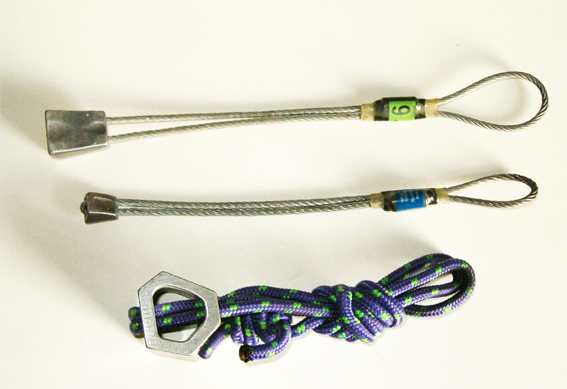
Kości (dwa rocksy i heks) używane we wspinaczce na własnej asekuracji.

Z uwagi na sposób osadzania punktów asekuracyjnych możemy wyróżnić asekurację stałą i własną.
Stałymi punktami asekuracyjnymi mogą być pozostawione w ścianie haki, spity i ringi. Jeśli są one prawidłowo osadzone i nieuszkodzone przez np. korozję, to dają duży stopień pewności, gdyż każdy z nich powinien wytrzymywać obciążenie powyżej 20 kN.
Asekuracja własna wymaga samodzielnego osadzania przelotów (i późniejszego ich demontażu). Mogą to być przewleczone przez skalne ucha pętle z taśmy lub repa, a także osadzane w szczelinach skalnych elementy działające na zasadzie wczepu lub klina – w tym: kości, zawiązane na pętlach z liny węzełki, kości mechaniczne – tzw. mechaniki (w tym friendy i rozmaite ich pochodne), rury rozporowe Big Bro oraz – coraz rzadziej – haki wbijane na bieżąco podczas wspinaczki. 
Wspinaczka z własną asekuracją wiąże się ze zwiększonym ryzykiem. Po pierwsze, pokonując w ten sposób nieznaną sobie drogę nie mamy pewności, czy będą na niej miejsca umożliwiające osadzenie przelotów. Po drugie, osadzony przelot najczęściej działa dobrze tylko przy obciążeniu w wąskim zakresie kątów, przez co może wypaść w wyniku towarzyszących wspinaniu ruchów liny.

## Historia
Dawniej jako punktów asekuracyjnych używano głównie haków, jednak ich wbijanie i wyciąganie powodowało systematyczne niszczenie skały. Do ograniczenia roli haków przyczynił się z jednej strony rozwój techniki, umożliwiający produkcję coraz bardziej wyspecjalizowanych odmian friendów i kostek, z drugiej zaś – wzrost popularności wspinania sportowego i coraz większa liczba dróg wyposażonych w stałe punkty asekuracyjne.